# Andaspis formicarum
Andaspis formicarum (лат.) — вид мирмекофильных полужесткокрылых насекомых-кокцид рода Andaspis из семейства щитовки (Diaspididae).

## Распространение
Южная Африка: ЮАР.

## Описание
Мелкие мирмекофильных червецы, ассоциированные с муравьями рода Melissotarsus (мирмицины, Formicidae). Щитовки были обнаружены в крытых галереях, построенных муравьями на ветвях. Длина самок от 0,5 до 0,8 мм (ширина от 0,3 до 0,4 мм).
Питаются соками таких растений, как Ficus capensis  (Moraceae).
Вид был впервые описан в 1978 году южноафриканским энтомологом Яиром Бен-Довом (Ben-Dov, Y.; Plant Protection Research Institute, Претория, ЮАР, позднее в Dept. of Entomology, ARO, The Volcani Center, Bet Dagan, Израиль).
Таксон Andaspis formicarum включён в состав рода Andaspis. Видовое название происходит от особенностей образа жизни (мирмекофилия, formica — муравей).